# Filòstrat (historiador)
Filòstrat (en llatí Philostratus, en grec antic Φιλόστρατος) fou un historiador grec que menciona Flavi Josep (Antiguitats judaiques X, 11 § 2), que diu que va escriure uns relats sobre l'Índia i sobre Fenícia i una història del setge de la ciutat de Tir (Contra Apió, I, 20, p. 1343). Molt probablement era nadiu de la ciutat de Tir. De vegades se l'ha confós amb Filòstrat d'Atenes, el biògraf d'Apol·loni de Tíana.